# Eunomia nitidula
Eunomia nitidula är en fjärilsart som beskrevs av Herrich-Schäffer 1836. Eunomia nitidula ingår i släktet Eunomia och familjen björnspinnare. Inga underarter finns listade i Catalogue of Life.